# Розенблюм, Леонид Моисеевич
Леонид Моисеевич Розенблю́м (25 декабря 1910, Симферополь — 1983) — советский инженер, конструктор.

## Биография
Родился 12 (25 декабря) 1910 года в Симферополе. Окончил Московский институт инженеров железнодорожного транспорта.
Работал во Всесоюзном институте механизации и электрификации сельского хозяйства (1930—1939), Среднеазиатском институте механизации и электрификации сельского хозяйства (1940—1958), в Головном Специализированном конструкторском бюро по машинам для хлопководства (с 1946), зав. отделом в Институте механики и сейсмостойкости сооружений АН УзССР (с 1958).
Умер 4 или 5 августа 1983 года.

## Награды и премии
- Сталинская премия первой степени (1950) — за создание конструкции и освоение производства хлопкоуборочной машины
- заслуженный деятель науки и техники УзССР (1961).
- орден Трудового Красного Знамени
- орден Красной Звезды
- орден «Знак Почёта»
- медали